# Okarche
Okarche è un comune degli Stati Uniti d'America, situato nello Stato dell'Oklahoma, diviso tra la contea di Kingfisher e la contea di Canadian.